# Silêncio (romance)
Silêncio (沈黙, Chinmoku) é um livro de ficção histórica lançado em 1966 pelo autor Japonês Shūsaku Endō. A trama se passa no século XVII e decorre sobre um missionário jesuíta enviado ao Japão na época dos Kakure Kirishitan ("Cristão Escondido"). Vencedor do Prémio Tanizaki de 1966, a obra é chamada de "a conquista suprema de Endō" e é "uma dos melhores romances do século XX". Escrita parcialmente em forma de carta por seu personagem central, o tema de um Deus silencioso que acompanha um crente em suas desgraças foi amplamente influenciado pela experiência católica de Endō, pela discriminação religiosa que sofreu no Japão, além do racismo na França, e de sua luta debilitante contra a tuberculose.

## Trama
O jovem padre jesuíta Português Sebastião Rodrigues (baseado na figura histórica do Italiano Giuseppe Chiara) viaja ao Japão para socorrer a Igreja local e investigar relatos de que se mentor, um padre jesuíta no Japão chamado Ferreira (baseado em Cristóvão Ferreira), cometeu apostasia. Um pouco menos da metade do livro é o relato escrito de Rodrigues, enquanto a outra metade é escrita tanto em terceira pessoa, ou em cartas de outros associados com a narrativa. O romance relaciona as provações dos cristãos e as dificuldades crescentes sofridas por Rodrigues.
Rodrigues e seu amigo Francisco Garupe (também um padre) chegam ao Japão em 1639. Lá eles encontram a população local de Cristãos praticando a religião secretamente. Para descobrir cristãos escondidos, os oficiais do governo forçam os suspeitos de serem cristãos a pisarem o fumi-e, uma imagem esculpida de Cristo ou de Maria. Aqueles que se recusam são presos e executados através do anazuri (穴吊り), que é ser pendurado de cabeça para baixo sobre um poço e morrer sangrando lentamente.
Rodrigues e Garupe são incapazes de continuar seu ministério pastoral. Logo eles são forçados a testemunhar a morte lenta e cruel dos cristãos japoneses que se recusam a desistir de sua fé. Ao contrário do que Rodrigues imaginava, havia glória nesses mártires, mas por causa da inocência e falta de conhecimento, já que a fé dos cristãos japoneses se mostra questionável ao desenrolar do enredo, por motivos que vão além de negarem publicamente sua fé.
Para os oficiais Japoneses, o sucesso alcançado com o padre Ferreira, que apostatou, cedendo sob tortura e até se tornando um aliado, faz com que mudem sua estratégia. Forçam os sacerdotes a observarem as torturas e os tormentos infligidos aos seus cristãos, fazendo-os entender que são responsáveis por eles e que basta que renunciem à fé para pôr fim ao sofrimento do seu rebanho.
Em seu diário, Rodrigues descreve suas lutas e debates internos. Ele entende que se pode aceitar o sofrimento pelo bem da própria fé. Mas recusar a apostasia parece-lhe ser egocêntrico e implacável, se essa renúncia pode acabar com o sofrimento dos outros.
No clímax, Rodrigues ouve os gemidos daqueles que estão pendurados no poço enquanto os oficiais esperam que ele pise na imagem de Cristo. No momento que Rodrigues encara a imagem, Cristo quebra seu silêncio: "Você pode pisar. Você pode pisar. Eu mais do que ninguém conheço a dor no seu pé. Você pode pisar. Foi para ser pisado pelos homens que eu nasci neste mundo. Foi para compartilhar a dor dos homens que carreguei minha cruz." Rodrigues coloca seu pé no fumi-e. Um oficial diz a ele, "Padre, não foi por nós que você foi derrotado, mas por este pântano, o Japão."

### Personagens principais
- Sebastião Rodrigues: o padre jesuíta que é protagonista de boa parte do livro
- Francisco Garupe: padre jesuíta que viaja ao Japão com Rodrigues
- Kijichiro: um cristão Japonês atormentado que acompanha os dois padres e os trai em diversas ocasiões[6]
- Cristovão Ferreira: padre que partiu para o Japão há muitos anos e que não dá mais notícias; a única informação nova é de que cometeu apostasia
- Inoue: inquisidor Japonês decidido a impedir o avanço do Cristianismo no Japão[7]

## Recepção
Silêncio recebeu o Prémio Tanizaki. Também já foi assunto de análises extensivas. Em uma resenha publicada pelo The New Yorker,  John Updike chamou Silêncio de "um trabalho notável, um estudo sombrio, delicado e surpreendentemente empático de um jovem missionário Português durante a implacável perseguição dos cristãos Japoneses no início do século XVII." William Cavanaugh destaca a  "profunda ambiguidade moral" do livro devido a sua representação de um Deus que "escolheu não eliminar o sofrimento, mas sofrer com a humanidade".

## Adaptações

### Filmes
Masahiro Shinoda dirigiu em 1971 Silêncio, uma adaptação do livro. Foi re-adaptado por João Mário Grilo como Os Olhos da Ásia em 1996. Em 2016, o livro foi adaptado em um filme, também chamado Silêncio, dirigido por Martin Scorsese, escrito por Jay Cocks e Scorsese, e estrelado por Andrew Garfield, Adam Driver, Liam Neeson, Tadanobu Asano e Ciarán Hinds. A premier do filme aconteceu no Pontifício Instituto Oriental em Roma, em 29 de novembro de 2016.

### Música
O compositor e poeta Teizo Matsumura escreveu o libreto e a música para uma ópera com o mesmo título, que estreou no Novo Teatro Nacional em Tóquio em 2000. O livro inspiro a Symphony no. 3, "Silêncio", composta em 2002 pelo músico Escocês James MacMillan.